# Les Voix de l'espoir
Les Voix de l'espoir est un collectif d'artistes féminines créé en 2000 par Virginie de la Grange, Max-Laure, Nalini Cazaux et Princess Erika. Le but de ce regroupement d'artistes était de récolter des fonds pour l'association La Chaîne de l'espoir fondée par le cardiologue Alain Deloche en 1988.
C'est donc en 2001, autour de la marraine Princess Erika et la chorégraphe Max-Laure, que vingt-et-une chanteuses — parmi lesquelles Amina, Sally Nyolo,Kali Kamga, Nina Morato, Tilda,
Dee Dee Bridgewater,Jocelyne Béroard, Lââm, Assia, China Moses, K-Reen,
Souad Massi, Rokia Traore, Lena Kann, Nicoletta, Tilly Key, Carole Fredericks, Bams, Julie Zenatti, Nathalie Cardone, Anggun, Leyla Doriane et Nourith — enregistrent le single que serai-je demain réalisé par Grange productions, et se produisent sur scène le 8 mars 2001 à La Cigale. Trois autres concerts suivirent de 2002 à 2004. Les spectacles étaient organisés par Grange Productions. Co-production: Alias production.
L'argent récolté grâce aux ventes du single et des places de concerts a permis d'aider à la construction d'un hôpital panafricain à Dakar.